# Walburga Habsburg Douglas
Walburga Habsburg Douglas (Comtesse Walburga Douglas, née le 5 octobre 1958 à Berg am Starnberger See) est une juriste et femme politique suédoise d'origine allemande. Européenne convaincue, elle est activement engagée dans l'Union paneuropéenne et fait partie  de l'Assemblée parlementaire de l'Organisation pour la sécurité et la coopération en Europe dont elle est aussi vice-présidente en 2011-2012. De 2006 à 2014, elle est élue au Parlement suédois, le Riksdag pour le Parti modéré de 2006.

## Biographie

### Origine et formation
Walburga Maria Franziska Helene Elisabeth Habsburg-Lothringen est née le 5 octobre 1958 à Berg am Starnberger See, en Allemagne. Elle est la cinquième fille de Otto von Habsburg-Lothringen, dernier prince héritier d'Autriche-Hongrie, et de la princesse Regina de Saxe-Meiningen et une petite-fille du dernier empereur d'Autriche, Charles Ier,.  
Au moment de sa naissance, son père, apatride, est domicilié en Allemagne avec un passeport diplomatique espagnol. Walburga Habsburg-Lothringen ainsi que ses frères et sœurs sont bannies de la République d'Autriche dès leur naissance en vertu de la loi de Habsbourg réintroduite par les nazis en 1938. La République autrichienne est contrainte d'abroger cette loi et le bannissement des Habsbourg-Lorraine comme condition préalable à son adhésion à l'Union européenne.
Après le baccalauréat (Abitur) qu'elle obtient en 1977 à Tutzing, en Bavière, elle étudie le droit canonique à Salzbourg jusqu'au niveau du doctorat.
Walburga Habsburg-Lothringen épouse le 5 décembre 1992, le comte suédois Carl Douglas (né le 27 novembre 1949 à Stockholm). Ils ont un fils, le comte Mauritz Otto Wenzel  Douglas (né le 30 mars 1994 à Stockholm). Ils vivent au château d'Ekensholm en Suède. Elle se fait depuis lors appeler Walburga Habsburg Douglas,.

### Carrière professionnelle
De 1979 à 1992, elle travaille périodiquement comme assistante au Parlement européen. En 1983, elle étudie au National Journalism Center (en) à Washington, DC et travaille au bureau du Reader's Digest dans la même ville. De 1985 à 1992, elle travaille pour le ministère de l'Information du Sultanat d'Oman et, en 2004, elle devient membre du conseil d'administration de l'Arab International Media Forum (en) à Londres .[réf. nécessaire]

### L'Union paneuropéenne
En 1975-1976, Walburga Habsburg et Bernd Posselt (de) lancent la création d'organisations de jeunesse paneuropéennes dans de nombreux pays européens, dans le contexte de l'Union paneuropéenne internationale. Elle est la présidente en Bavière, et la vice-présidente nationale de l'organisation allemande, Paneuropa-Jugend Deutschland. 
En 1977, elle fonde avec Olaf Kappelt (de)et Bernd Posselt, Brüsewitz-Zentrum (Christlich-Paneuropäisches Studienwerk) (de), dont l'objectif est de sensibiliser le public à la violation de la liberté religieuse en République démocratique allemande.
Elle participe au Piquenique paneuropéen du 19 août 1989, à la frontière entre la Hongrie et l'Autriche, organisé par des membres du Forum démocratique hongrois, avec le soutien du ministre communiste réformiste Imre Pozsgay et Otto de Habsbourg-Lorraine, membre du Parlement européen. Walburga Habsburg-Lothringen coupe le fil de fer barbelé, marquant ainsi l’ouverture symbolique de la frontière. Plus de 660 Allemands de la RDA passent à l'ouest, épargnés par les gardes frontières qui ne tirent pas. Il s'agit du plus grand nombre d'évadés depuis la construction du mur de Berlin et est considéré par beaucoup comme l'un des principaux symboles de la chute du communisme d'Europe de l'Est,.
La même année, quelques jours avant la chute du Mur, elle participe, à une manifestation des jeunes paneuropéens à Berlin-est, contre la division de Berlin, de l'Allemagne et de l'Europe. 
Le 8 février 2020, elle est élue vice-présidente de l'Union paneuropéenne internationale, sous la présidence d'Alain Terrenoire. 

### L'OSCE
Elle est membre de l'Assemblée parlementaire de l'OSCE de 2006 à 2014 et vice-présidente de 2011 à 2014. Elle préside aussi le groupe du Parti populaire européen de cette assemblée et la délégation suédoise de 2011 à 2014. Elle y est membre de plusieurs commissions parlementaires et missions d'observation (Ukraine, Moldavie, Kirghizistan, etc.). 
En 1999 et 2004, Walburga Habsburg-Lothringen se présente aux élections du Parlement européen pour le Parti modéré, en 2002, sans être élue. 
En 2009, elle est élue à l'unanimité présidente de L'Union européenne des femmes (EFU) et occupe cette fonction jusqu'en 2013. Cette ONG à tendance chrétienne-conservatrice a un statut consultatif auprès du Conseil de l'Europe et est représenté à l'ONU et à l'UNESCO.  

### Le Parlement suédois
Depuis 2003, Walburga Habsburg-Lothringen est présidente de la section locale du Parti modéré de rassemblement (Nya Moderaterna) suédois à Flen et membre du conseil d'administration de l'organisation régionale du parti à Södermanland. Elle est membre du conseil d'administration de la Fondation Jarl Hjalmarson (en) depuis 2005, une fondation étroitement liée au Parti modéré.
Le 17 septembre 2006 elle est élue au Parlement national suédois (riksdag) alors que le Parti modéré remporte sa plus grande victoire depuis 1928, puis réélue en 2010. Après huit ans comme députée suédoise, elle perd son siège aux élections de 2014 où son parti enregistre un fort recul.  

### Autres
En 2011, elle interprète son propre rôle dans le premier épisode de la série télévisée, Menschen und Mächte et intervient dans le premier épisode de la série documentaire Universum History en 2017. 
Depuis 2018, elle est active au sein de Good Government Affairs, un cabinet de conseil suédois composé de membres de la famille royale, d'anciens ministres et d'experts, et fait partie de son Conseil d'administration

## Distinctions
- Dame de l'Ordre royal de la Croix étoilée, 1re classe
- Croix de Chevalier d'honneur et dévotion de l'ordre souverain de Malte